# Amblyterus tarsalis
Amblyterus tarsalis är en skalbaggsart som beskrevs av Lea 1919. Amblyterus tarsalis ingår i släktet Amblyterus och familjen Rutelidae. Inga underarter finns listade i Catalogue of Life.